# Représailles (pièce de théâtre)
Pour les articles homonymes, voir Représailles (homonymie).
Représailles est une pièce de théâtre d'Éric Assous, mise en scène par Anne Bourgeois, assisté de Betty Lemoine, et représentée pour la première fois au Théâtre de la Michodière, à Paris, le 22 septembre 2015, avec Marie-Anne Chazel et Michel Sardou dans les rôles principaux.

## La pièce

### Histoire

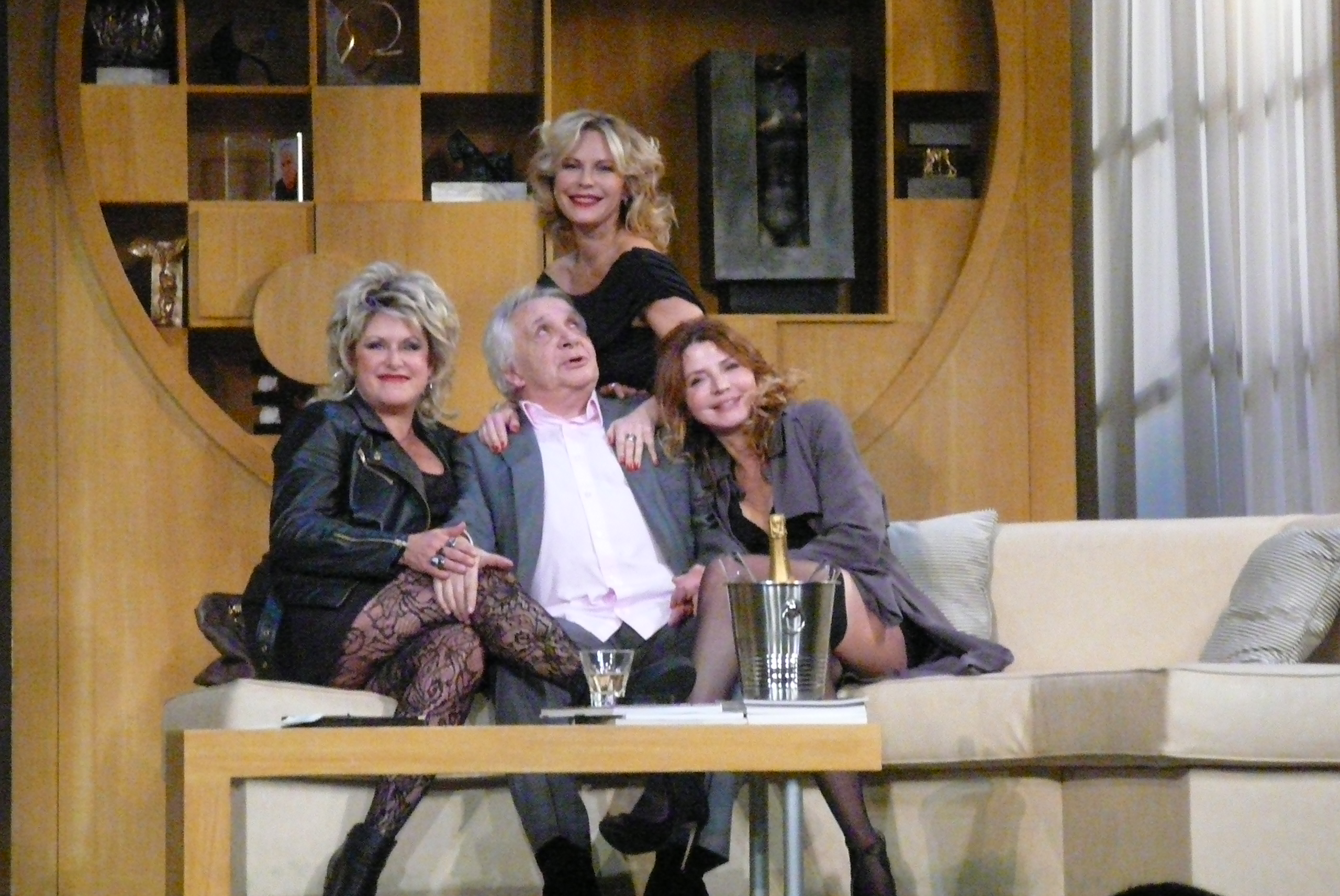
Francis (Michel Sardou) entouré de ses maîtresses.

Rosalie et Francis marient leur fille, Mélissa. Dans la chambre d'hôtel, Rosalie reproche à son mari de l'avoir délaissée toute la soirée et d'avoir préféré danser avec une « blondasse » que personne ne connaît... Même s'il nie, Francis est bien obligé d'avouer son infidélité devant les preuves accablantes que lui apporte sa femme.  Elle découvre bien vite que la blondasse n'est pas sa seule maîtresse. Les représailles commencent...

### Distribution originale
- Marie-Anne Chazel : Rosalie
- Michel Sardou : Francis
- Laurent Spielvogel : Julien
- Caroline Bal : Hélène
- Emma Gamet : Mélissa, la fille de Rosalie et Francis
- Térésa Ovidio : Jennifer
- Valérie Vogt, puis Ariane Séguillon : Éva
- Michaël Rozen : Landru (première distribution)

### Équipe technique et production[1]
- Mise en scène : Anne Bourgeois, assisté de Betty Lemoine
- Scénographie : Jean-Michel Adam
- Lumières : Laurent Béal
- Costumes : Jean-Daniel Vuillermoz
- Assistante costumière : Nadia Cherouk
- Musique : François Peyrony

## Genèse
C'est la deuxième fois que Michel Sardou joue une pièce d'Éric Assous, après Secret de famille en 2008-2009. C'est durant les représentations de la première pièce que le comédien commande à l'auteur une pièce sur le divorce. Le titre original était Le Gorille, en référence au personnage joué par Lino Ventura dans Le Gorille vous salue bien.  

## Autour de la pièce
Michel Sardou et Marie-Anne Chazel sont mariés pour la troisième fois après le film Cross en 1987 et la pièce de théâtre Comédie privée en 1999.

## Représentations

### Représentation originale
La pièce est jouée à Paris, au Théâtre de la Michodière du 22 septembre 2015 au 31 janvier 2016, puis en tournée, du 29 septembre 2016 au 4 février 2017.

### Représentation pour le Télévie
En 2019, la pièce est jouée par des animateurs de la chaîne belge RTL-TVI (et par Natacha Amal), au profit de l'opération caritative de la chaîne, le Télévie. Sandrine Corman et Natacha Amal (en alternance) reprennent le rôle interprété originellement par Marie-Anne Chazel et Luc Gilson celui de Michel Sardou. Leur fille Mélissa est jouée par Anne Ruwet La mise en scène est confiée à Olivier Leborgne.

## Réception
Le Figaro décrit Représailles comme une « bonne pièce qui répond du divertissement intelligent que l'on attend à la Michodière ».  Le site d'actualité du théâtre parisien, Monsieurtheatre.com parle de « réussite », souligne le jeu des acteurs en citant une « distribution talentueuse » et le décor et une scénographie « soignée[s] [...] en parfait [sic] harmonie avec l’univers des personnages ». Quant au Parisien, il estime avoir connu Éric Assous « plus fin » mais que « ses répliques sont bien troussées et [qu']il exploite parfaitement la personnalité de ses acteurs ».